# 14.ª etapa del Giro de Italia 2023
La 14.ª etapa del Giro de Italia 2023 tuvo lugar el 20 de mayo de 2023 y consistió en una etapa en línea con inicio en la ciudad suiza de Sierre y final en el municipio italiano de Cassano Magnago sobre un recorrido de 193 km. Esta fue ganada por el alemán Nico Denz del equipo Bora-Hansgrohe, mientras que el francés Bruno Armirail del Groupama-FDJ consiguió el liderato.

## Clasificación de la etapa
| Sierre - Cassano Magnago | etapa escarpada | (193 km) |

| \| Clasificación de la etapa \| Clasificación de la etapa \| Clasificación de la etapa \| Clasificación de la etapa \| Clasificación de la etapa \| \| Ciclista \| Ciclista \| Equipo \| Tiempo \| \| \| ------------------------- \| ------------------------- \| ------------------------- \| ------------------------- \| ------------------------- \| \| 1.º \| Nico Denz \| Bora-Hansgrohe \| 4 h 37 min 30 s \| \| \| 2.º \| Derek Gee \| Israel-Premier Tech \| + 0 s \| \| \| 3.º \| Alberto Bettiol \| EF Education-EasyPost \| + 0 s \| \| \| 4.º \| Laurenz Rex \| Intermarché-Circus-Wanty \| + 1 s \| \| \| 5.º \| Davide Ballerini \| Soudal Quick-Step \| + 1 s \| \| \| 6.º \| Toms Skujiņš \| Trek-Segafredo \| + 4 s \| \| \| 7.º \| Marius Mayrhofer \| Team DSM \| + 10 s \| \| \| 8.º \| Stefano Oldani \| Alpecin-Deceuninck \| + 20 s \| \| \| 9.º \| Andrea Pasqualon \| Bahrain Victorious \| + 50 s \| \| \| 10.º \| Mirco Maestri \| Eolo-Kometa \| + 50 s \| \| |                  |                          |                 |
| |                  |                          |                 |
| Fuente: ProCyclingStats |                  |                          |                 |
| Clasificación de la etapa |                  |                          |                 |
| Ciclista | Ciclista         | Equipo                   | Tiempo          |
| 1.º | Nico Denz        | Bora-Hansgrohe           | 4 h 37 min 30 s |
| 2.º | Derek Gee        | Israel-Premier Tech      | + 0 s           |
| 3.º | Alberto Bettiol  | EF Education-EasyPost    | + 0 s           |
| 4.º | Laurenz Rex      | Intermarché-Circus-Wanty | + 1 s           |
| 5.º | Davide Ballerini | Soudal Quick-Step        | + 1 s           |
| 6.º | Toms Skujiņš     | Trek-Segafredo           | + 4 s           |
| 7.º | Marius Mayrhofer | Team DSM                 | + 10 s          |
| 8.º | Stefano Oldani   | Alpecin-Deceuninck       | + 20 s          |
| 9.º | Andrea Pasqualon | Bahrain Victorious       | + 50 s          |
| 10.º | Mirco Maestri    | Eolo-Kometa              | + 50 s          |

## Clasificaciones al final de la etapa

### Clasificación general(Maglia Rosa)
| \| Clasificación general \| Clasificación general \| Clasificación general \| Clasificación general \| Clasificación general \| \| Ciclista \| Ciclista \| Equipo \| Tiempo \| \| \| --------------------- \| --------------------- \| --------------------- \| --------------------- \| --------------------- \| \| 1.º \| Bruno Armirail \| Groupama-FDJ \| 56 h 17 min 01 s \| \| \| 2.º \| Geraint Thomas \| Ineos Grenadiers \| + 1 min 41 s \| \| \| 3.º \| Primož Roglič \| Jumbo-Visma \| + 1 min 43 s \| \| \| 4.º \| João Almeida \| UAE Team Emirates \| + 2 min 03 s \| \| \| 5.º \| Andreas Leknessund \| Team DSM \| + 2 min 23 s \| \| \| 6.º \| Damiano Caruso \| Bahrain Victorious \| + 3 min 09 s \| \| \| 7.º \| Lennard Kämna \| Bora-Hansgrohe \| + 3 min 33 s \| \| \| 8.º \| Edward Dunbar \| Team Jayco AlUla \| + 4 min 13 s \| \| \| 9.º \| Thymen Arensman \| Ineos Grenadiers \| + 4 min 26 s \| \| \| 10.º \| Laurens De Plus \| Ineos Grenadiers \| + 4 min 49 s \| \| |                    |                    |                  |
| |                    |                    |                  |
| Fuente: ProCyclingStats |                    |                    |                  |
| Clasificación general |                    |                    |                  |
| Ciclista | Ciclista           | Equipo             | Tiempo           |
| 1.º | Bruno Armirail     | Groupama-FDJ       | 56 h 17 min 01 s |
| 2.º | Geraint Thomas     | Ineos Grenadiers   | + 1 min 41 s     |
| 3.º | Primož Roglič      | Jumbo-Visma        | + 1 min 43 s     |
| 4.º | João Almeida       | UAE Team Emirates  | + 2 min 03 s     |
| 5.º | Andreas Leknessund | Team DSM           | + 2 min 23 s     |
| 6.º | Damiano Caruso     | Bahrain Victorious | + 3 min 09 s     |
| 7.º | Lennard Kämna      | Bora-Hansgrohe     | + 3 min 33 s     |
| 8.º | Edward Dunbar      | Team Jayco AlUla   | + 4 min 13 s     |
| 9.º | Thymen Arensman    | Ineos Grenadiers   | + 4 min 26 s     |
| 10.º | Laurens De Plus    | Ineos Grenadiers   | + 4 min 49 s     |

### Clasificación por puntos(Maglia Ciclamino)
| Clasificación por puntos | Clasificación por puntos | Clasificación por puntos | Clasificación por puntos | Clasificación por puntos |
| Ciclista                 | Ciclista                 | Equipo                   | Puntos                   |                          |
| ------------------------ | ------------------------ | ------------------------ | ------------------------ | ------------------------ |
| 1.º                      | Jonathan Milan           | Bahrain Victorious       | 164 pts                  |                          |
| 2.º                      | Derek Gee                | Israel-Premier Tech      | 112 pts                  |                          |
| 3.º                      | Pascal Ackermann         | UAE Team Emirates        | 88 pts                   |                          |
| 4.º                      | Nico Denz                | Bora-Hansgrohe           | 75 pts                   |                          |
| 5.º                      | Toms Skujiņš             | Trek-Segafredo           | 71 pts                   |                          |
| 6.º                      | Michael Matthews         | Team Jayco AlUla         | 68 pts                   |                          |
| 7.º                      | Magnus Cort              | EF Education-EasyPost    | 56 pts                   |                          |
| 8.º                      | Marius Mayrhofer         | Team DSM                 | 53 pts                   |                          |
| 9.º                      | Mark Cavendish           | Astana Qazaqstan Team    | 51 pts                   |                          |
| 10.º                     | Davide Bais              | Eolo-Kometa              | 44 pts                   |                          |

### Clasificación de la montaña(Maglia Azzurra)
| Clasificación de la montaña | Clasificación de la montaña | Clasificación de la montaña | Clasificación de la montaña | Clasificación de la montaña |
| Ciclista                    | Ciclista                    | Equipo                      | Puntos                      |                             |
| --------------------------- | --------------------------- | --------------------------- | --------------------------- | --------------------------- |
| 1.º                         | Davide Bais                 | Eolo-Kometa                 | 144 pts                     |                             |
| 2.º                         | Thibaut Pinot               | Groupama-FDJ                | 114 pts                     |                             |
| 3.º                         | Einer Rubio                 | Movistar Team               | 68 pts                      |                             |
| 4.º                         | Toms Skujiņš                | Trek-Segafredo              | 42 pts                      |                             |
| 5.º                         | Karel Vacek                 | Team Corratec-Selle Italia  | 36 pts                      |                             |
| 6.º                         | Derek Gee                   | Israel-Premier Tech         | 31 pts                      |                             |
| 7.º                         | Amanuel Ghebreigzabhier     | Trek-Segafredo              | 30 pts                      |                             |
| 8.º                         | Alexander Cepeda            | EF Education-EasyPost       | 25 pts                      |                             |
| 9.º                         | Ben Healy                   | EF Education-EasyPost       | 24 pts                      |                             |
| 10.º                        | Aurélien Paret-Peintre      | AG2R Citroën Team           | 22 pts                      |                             |

### Clasificación de los jóvenes(Maglia Bianca)
| Clasificación del mejor joven | Clasificación del mejor joven | Clasificación del mejor joven | Clasificación del mejor joven | Clasificación del mejor joven |
| Ciclista                      | Ciclista                      | Equipo                        | Tiempo                        |                               |
| ----------------------------- | ----------------------------- | ----------------------------- | ----------------------------- | ----------------------------- |
| 1.º                           | João Almeida                  | UAE Team Emirates             | 56 h 19 min 04 s              |                               |
| 2.º                           | Andreas Leknessund            | Team DSM                      | + 20 s                        |                               |
| 3.º                           | Thymen Arensman               | Ineos Grenadiers              | + 2 min 23 s                  |                               |
| 4.º                           | Santiago Buitrago             | Bahrain Victorious            | + 4 min 50 s                  |                               |
| 5.º                           | Ilan Van Wilder               | Soudal Quick-Step             | + 6 min 02 s                  |                               |
| 6.º                           | Einer Rubio                   | Movistar Team                 | + 9 min 01 s                  |                               |
| 7.º                           | Alexander Cepeda              | EF Education-EasyPost         | + 11 min 56 s                 |                               |
| 8.º                           | Valentin Paret-Peintre        | AG2R Citroën Team             | + 22 min 47 s                 |                               |
| 9.º                           | Laurens Huys                  | Intermarché-Circus-Wanty      | + 23 min 46 s                 |                               |
| 10.º                          | Filippo Zana                  | Team Jayco AlUla              | + 27 min 10 s                 |                               |

### Clasificación por equipos"Súper team"
| Clasificación por equipos | Clasificación por equipos | Clasificación por equipos | Clasificación por equipos |
| Equipo                    | Equipo                    | Tiempo                    |                           |
| ------------------------- | ------------------------- | ------------------------- | ------------------------- |
| 1.º                       | Bahrain Victorious        | 168 h 23 min 58 s         |                           |
| 2.º                       | Israel-Premier Tech       | + 7 min 03 s              |                           |
| 3.º                       | Jumbo-Visma               | + 29 min 00 s             |                           |
| 4.º                       | EF Education-EasyPost     | + 29 min 16 s             |                           |
| 5.º                       | Bora-Hansgrohe            | + 31 min 34 s             |                           |
| 6.º                       | Ineos Grenadiers          | + 33 min 02 s             |                           |
| 7.º                       | UAE Team Emirates         | + 41 min 08 s             |                           |
| 8.º                       | AG2R Citroën Team         | + 41 min 53 s             |                           |
| 9.º                       | Astana Qazaqstan Team     | + 51 min 56 s             |                           |
| 10.º                      | Eolo-Kometa               | + 58 min 43 s             |                           |

## Abandonos
- Stefan de Bod (EF Education-EasyPost) no tomó la salida.
- Samuele Battistella (Astana Qazaqstan Team) no tomó la salida.
- Alessandro Verre (Arkéa Samsic) se retiró durante la etapa.